# (37224) 2000 WH142
2000 WH142 (asteroide 37224) é um asteroide da cintura principal. Possui uma excentricidade de 0.15666030 e uma inclinação de 15.71590º.
Este asteroide foi descoberto no dia 20 de novembro de 2000 por LONEOS em Anderson Mesa.